# Josefa Gassier
Pour les articles homonymes, voir Gassier.
Josefa Gassier  est une cantatrice espagnole (soprano), née le 13 mai 1821 à Bilbao, morte le 8 novembre 1866 à Madrid.

## Biographie
Née Josefa Cruz-Fernandez, elle épouse le chanteur français Louis Gassier,.

## Rôles
- Le Barbier de Séville, de Gioachino Rossini, Théâtre italien de Paris, Rosine, 1854[4]
- Don Giovanni, de Mozart, Théâtre de Drury Lane, Zerline, 1856[5]
- Le Carnaval de Venise, de Ambroise Thomas, dirigé par Louis-Antoine Jullien, 1857, au Royal Italian Opera[6]
- La Sonnambula, de Bellini, dirigé par Max Maretzek, 1860, au Théatre Tacon de la Havane[7]